# Villaviciosa de Córdoba
Villaviciosa de Córdoba est un village de la province de Cordoue, en Andalousie (Sud de l'Espagne).